# Bartholomäus Anhorn der Ältere
Bartholomäus Anhorn der Ältere (* 1. Juli 1566 in Fläsch; † 29. Januar 1642 in Gais AR) war ein Schweizer evangelisch-reformierter Pfarrer, Historiker und Chronist in Graubünden und in Appenzell Ausserrhoden.

## Leben
Bartholomäus Anhorn d. Ä. wurde am 1. Juli 1566 als Sohn des Ulrich Anhorn und der Catharina Adank in Fläsch in der Bündner Herrschaft im schweizerischen Kanton Graubünden geboren. Sein Vater war Landwirt, Geschworener und Säckelmeister. Er besuchte die Lateinschule in Chur, und ab 1582 studierte er in Zürich an der Schola Tigurina, der Vorläuferschule der Universität Zürich. 1586 wurde er ordiniert und in die Bündner Synode aufgenommen, was ihm erlaubte, in den Drei Bünden als Pfarrer tätig zu sein. 1587 wurde er Pfarrer in seiner Heimatgemeinde Fläsch. An dieser Pfarrstelle blieb er – mit einem kurzen Unterbruch 1605 – bis 1612. Ab 1596 betreute er als Prediger zusätzlich Maienfeld, wo er bis 1621 tätig blieb. 
1612 predigte er in der reformierten Gemeinde in Zizers, zwei Jahre später in Trimmis. Dadurch machte er sich bei den Katholiken unbeliebt und musste 1621 zu Beginn der Bündner Wirren vor den einmarschierenden Österreichern flüchten und ging ins St. Galler Oberland. 1622 kehrte er kurzzeitig nach Maienfeld zurück. In der reformierten Gemeinde Speicher im Kanton Appenzell Ausserrhoden wurde Anhorn 1623 Pfarrer, 1642 übernahm er die Gemeinde Gais, wo er bis zu seinem Tod am 29. Januar 1642 blieb.
Bartholomäus Anhorn der Ältere verbrachte seine letzten zwanzig Lebensjahre zwar ausserhalb seiner Heimat Graubünden, gilt aber dennoch als wichtiger Beobachter und Chronist der Bündner Wirren. Seine Werke gelten als eine der wichtigsten Quellen für die Geschichte Graubündens im frühen 17. Jahrhundert. 1607 prangerte er in seinem ersten historischen Werk Bündner Aufruhr Strafgerichte, Ämterkauf, Pensionenunwesen und die Verwilderung der Bündner Justiz als Hauptursachen des staatlichen Zerfalls an. In seinem Hauptwerk Der Graw Pünter Krieg (1603–1629) stellte er detaillierte Schilderungen der Kriegsereignisse der Bündner Wirren dar. Nach seiner Emigration ins Appenzellerland verfasste er 1625 mit der Appenzeller Chronick die erste breitere Darstellung der Geschichte seiner Wahlheimat.
Sein Sohn war der Pfarrer Daniel Anhorn (1594–1635), der den Namen Anhorn von Hartwiss begründete; dessen Sohn war Bartholomäus Anhorn von Hartwiss. Er war wie sein Grossvater evangelisch-reformierter Pfarrer und Historiker in den Kantonen Graubünden, St. Gallen, Thurgau, Zürich und auch in der deutschen Pfalz.

## Werke
- Pünter Ufrur (deutsch: Bündner Aufruhr oder Bündner Wirren), 1607.
- Der Graw Pünter Krieg (1603–1629).
- Kurze/einfalte Beschreibung deß Lebens und Sterbens deß Hans Luzi von Moos, entschlaffen den 23. Decemb inm 1616. Jahr, 1617.
- Erschrockenliche Zeytung, wie der schöne Haupt Flecken Plurs in der Graffschaft Cleven inn der nacht auff den 25. Augusti 1618 undergegangen ist, Lindau 1618.
- Kurtze wahrhaffte Relation was massen ... den Einwohnern des Zehen Gerichten Pundts ... abgetrungen worden, 1622.
- Appenzeller Chronick, 1625.
- Chronik der Stadt Maienfeld, postum 1992 herausgegeben von A. von Sprecher.